# Úrmia
Pronunciação

Úrmia [carece de fontes?], em pársi: ارومیه, pronúncia pársi: [oɾumiˈje] (escutarⓘ); em azeri: Urmu اورمو ou Urmiyə; curdo: Wirmê / Urmê; em siríaco:  ܐܘܪܡܝܐ também transliterado como Oroumiyeh, Orūmīyeh e Urūmiyeh , é a capital da província do Azerbaijão Ocidental, no Irão.
Durante a maior parte da era Pahlevi (1925–1979), a cidade foi chamada, em pársi, رضائیه}}, transliterado como Rezaeyeh, Rezā’īyeh, Rezâiyye ou Rizāiyeh).

## Geografia
Segundo o censo de 2006, sua população era de 577 307 habitantes, distribuídos por 153 570 famílias. A população é predominantemente azeri e curda. A cidade está a 1 340 metros de altitude, perto do lago Úrmia.
A cidade está situada em uma planície fértil — a planície de Úrmia —, a oeste do Lago Úrmia e a leste da fronteira turca, margeada por uma cadeia de montanhas.

## História
Úrmia é o centro de comércio de uma fértil região agrícola, onde se cultivam frutas, especialmente maçãs e uvas, e fumo. No século IX, já era uma cidade importante e foi sitiada pelos turcos seljúcidas em 1184, sendo depois ocupada várias vezes pelos turcos otomanos.
Úrmia foi a sede da primeira missão cristã americana no Irã (1835). Por volta de 1900, os cristãos (basicamente armênios e assírios) constituíam mais de 40% da população da cidade, mas a maior parte deles fugiu no final da Primeira Guerra Mundial, em 1918. Durante a guerra, os assírios do Irã se haviam armado, sob o comando do general Agha Petros. Este se aproximara dos aliados, ajudando-os a combater os otomanos. O exército de voluntários assírios obteve algum sucesso diante das forças otomanas e de seus aliados curdos, sobretudo em Suldouze (atual Naqadeh), onde 1 500 cavaleiros assírios derrotaram as forças otomanas, muito mais numerosas — com mais de oito mil soldados comandados por Kheiri Bey. Agha Petros também derrotou os turcos otomanos em Sauj Bulak, fazendo-os recuar para Rauandiz. No entanto, as forças assírias no Irã foram imensamente afetadas pela saída da Rússia da guerra e pelo colapso da resistência armada armênia na região. Além de serem numericamente inferiores, as tropas assírias ficaram isoladas e sem suprimentos, e foram cercadas.
Quanto à população civil, durante o inverno de 1915, quatro mil assírios morreram de fome, frio ou doenças, e cerca de mil foram mortos nas aldeias de Urmia. Em 1918, os cristãos que ainda permaneciam em Úrmia — cerca de dezesseis mil — foram massacrados pelos turcos. Aproximadamente mil pessoas foram mortas nas instalações das missões francesa e norte-americana. Cerca de duzentas aldeias próximas foram destruídas.